# Chur
Chur (udtales "ku:r"; rætoromansk: Cuira, italiensk: Coira) er hovedbyen i den schweiziske kanton Graubünden.
Byen ligger i 593 moh. i Alpenrhein-dalen og ligger strategisk med  bjergovergange (Oberalp-, Bernardino-, Splügen-, Julier- og Albulapasset).
Churs 35.373(2018) indbyggere er hovedsagelig tysksprogede (81 %), med rætoromansk- og italiensktalende minoriteter på 5 % hver.
Chur er Schweiz' ældste by og det første bispesæde nord for Alperne.
Chur (Curia) blev 15 f.Kr. hovedstad i den romerske provins Raetia prima.
Bispesædet blev første gang nævnt i 451 e.Kr., men er sandsynligvis ældre.
Chur bispedømme ejede store arealer ikke kun omkring byens, men også i Engadin og Tirol (Vinschgau).